# Безпека військової служби
Безпе́ка військо́вої слу́жби — стан військової служби, який забезпечує захищеність військовослужбовців, місцевого населення і навколишнього середовища від загроз, що виникають при здійсненні діяльності збройними силами. Безпека військової служби є однією зі складових безпеки життєдіяльності.

## Забезпечення безпеки військової служби
Забезпечення безпеки військової служби це система правових, соціально-економічних, організаційно-технічних, морально-психологічних, медичних, екологічних та інших заходів, що підтримує умови безпеки військової служби та забезпечує на цій основі реалізацію життєво важливих інтересів військовослужбовців, запобігає заподіянню шкоди життю, здоров'ю та майну місцевого населення, навколишньому природному середовищу при здійсненні повсякденної діяльності збройних сил. У вузькому сенсі вона передбачає цілеспрямовану діяльність органів військового управління та посадових осіб щодо виконання вимог національно законодавства, наказів або інших нормативних актів міністерства оборони, спрямованих на збереження життя і здоров'я військовослужбовців, організацію безпечних умов всіх видів життєдіяльності військ, а також аналіз, прогнозування і обмеження факторів, які є причиною загибелі і травматизму особового складу при виконанні обов'язків військової служби.

## Відповідальні органи і посадові особи
Військові посадові особи і уповноважені органи здійснюють проведення заходів, що забезпечують безпеку військової служби, відповідно до вимог законів, військових статутів та інших нормативно-правових документів, посадових і спеціальних обов'язків.
Відповідальність за дотримання вимог щодо безпеки військової служби в підрозділах збройних сил може покладатися на уповноважених посадових осіб (наприклад в Збройних силах США — це заступники командирів з безпеки  або безпосередньо на командирів (начальників) усіх ступенів . Контроль над дотриманням законодавства в галузі безпеки військової служби також покладається на спеціальні уповноваженні органи.
В ЗСУ забезпечення безпеки військової служби здійснюється також спеціальним правоохоронним формуванням у складі Збройних Сил — Військовою службою правопорядку. Служба правопорядку це державний озброєний орган виконавчої влади в системі Збройних Сил України, покликаний захищати життя, здоров'я, права і свободи військовослужбовців та інших громадян, задіяних у військовій сфері, власність, природне середовище, інтереси суспільства і держави від протиправних посягань у військових частинах та на військових об'єктах.

## Законодавчі акти України
- Закон України Про Збройні Сили України [Архівовано 5 лютого 2012 у Wayback Machine.]
- Закон України Про Статут внутрішньої служби Збройних Сил України [Архівовано 27 березня 2022 у Wayback Machine.]
- Про Військову службу правопорядку у Збройних Силах України [Архівовано 1 червня 2020 у Wayback Machine.]
- Закон України Про демократичний цивільний контроль над Воєнною організацією і правоохоронними органами держави [Архівовано 25 січня 2022 у Wayback Machine.]
- Закон України Про охорону праці [Архівовано 24 червня 2019 у Wayback Machine.]